# Cronologia della storia di Genova
Questa pagina si propone di comporre ed offrire, in lettura consequenziale, una cronologia completa della storia di Genova attraverso i secoli, con particolare riferimento al periodo in cui la città di Genova costituì l'essenza di una fra le più potenti Repubbliche marinare: appunto la Repubblica di Genova.

## X secolo a.C. - anno 0
- V secolo a.C.
Viene fondato il primo oppidum cittadino di cui si hanno prove di reperti archeologici sulle pendici della collina di Castello affacciata sull'area del Mandraccio.[1].
- 117 a.C.
I fratelli Minucii giungono da Roma per emettere una sentenza riguardo alla disputa attorno ai confini dell'ager compascuus fra le tribù dei Genuates e dei Veiturii Langenses, la sentenza viene scritta su una tavola di bronzo.

## I-VIII secolo
- 544
una guarnigione bizantina dispone il proprio quartier generale a Genova per contrastare l'avanzata longobarda
- 568
l'invasione longobarda costringe i vescovi milanesi a rifugiarsi a Genova, restata in mano bizantina, presso la Chiesa di Sant'Ambrogio
- 642 - 644
Genova e l'attuale territorio ligure vengono conquistati dai Longobardi
- 725
giungono a Genova, dall'Africa, le spoglie di Sant'Agostino

## IX secolo
- Costruzione delle Mura del IX secolo in periodo Carolingio, che racchiudono l'area compresa tra Sarzano e San Pietro in Banchi

## X secolo
- 935
I Saraceni saccheggiano Genova
- 958
L'imperatore Berengario II ribadisce con un diploma l'autonomia giuridica della comunità genovese riconoscendone le consuetudini.

## XI secolo
- 1088
spedizione genovese contro Mâhdīya
- 1097
truppe genovesi, giunte in Terra santa per la liberazione di Antiochia vengono sterminate dai turchi che le avevano sorprese all'avanguardia dell'esercito crociato.
- 1098
il generale levantese Oberto Da Passano recupera le ceneri di San Giovanni Battista che vengono traslate a Genova. Il santo diviene patrono della città.
- 1099
Guglielmo Embriaco ed il fratello Primo guidano una spedizione contro Gerusalemme assediata dall'esercito crociato. Il legname delle navi smontate viene utilizzato per la costruzione di potenti torri d'assedio che consentono la presa della città.

Prima attestazione dell'esistenza dei consules civitatis, rappresentanti di un governo di carattere comunale.

## XII secolo
- 1100
Morto Goffredo di Buglione i genovesi ri recano ad Edessa per condurre il fratello Baldovino a Laodicea e di lì a Gerusalemme perché sia incoronato re.
- 1101
Una flotta di 26 galee e quattro navi partono da Genova e si dirigono a Laodicea, conquistano Arsuf e Cesarea ove i genovesi, graziati i cittadini che si erano rifugiati nella moschea fanno gran bottino e svernano a Solino prima di ritornare in patria. È a Cesarea che Guglielmo Embriaco recupera il Sacro Catino e lo trasla in patria. Sulla via del ritorno si scontrano con una flotta bizantina di Alessio I Comneno guidata da Cotromil che fugge a Corfù e propone una tregua. Altre imbarcazioni (otto galee, otto carabi ed una grande nave) che le avevano raggiunte da Genova si dirigono a Tortosa e la conquistano con l'aiuto di Raimondo di Saint-Gilles.
- 1104
È ancora Raimondo di Saint Gilles che si unisce ai genovesi ed a re Baldovino nella conquista di Acri e Gibelletto. I genovesi ottengono la terza Parte di Gibelletto e la terza parte della città e del contado (fino ad una lega di distanza) di Acri, ponendovi come visconte Sigebaldo, canonico di San Lorenzo.
- 1105
Re Baldovino fa scrivere sull'architrave della Basilica del Santo Sepolcro PRÆPOTENS GENUENSIUM PRÆSIDIUM. Una flotta genovese giunge presso Haifa ma avvistata una flotta nemica la insegue fino a Giaffa, dove si aggiunge ai legni di Boemondo.
- 1109
Assieme Bertrando Zavata, figlio illegittimo di Raimondo i genovesi conquistano Tripoli di Siria spartendo con l'alleato città e contado. Traditi i patti Bertrando, i genovesi occupano i due terzi rimanenti di Gibelletto, sotto il comando di Ugo Embriaco, lasciando la terza parte ad Ansaldo Corso.
- 1136
Dato che nel 1133 il signore di Almería, Muhammed ibn Mymûn, strinse un'alleanza con Pisa, i genovesi assaltano Bugia.
- 1137
Assalto ad Almeria per la stessa ragione.
- 1138
I genovesi stringono patti con Marsiglia, Frejus, Antibes ed altre località dell'Occitania contro i saraceni del Maghreb per contrastare l'azione pisano-islamica. La città ottiene l'importante concessione imperiale di battere moneta, negli ultimi giorni di dicembre
- 1139
Ottenuto il diploma da Corrado III, Rex Romanorum, inizia la monetazione genovese
- 1143
I genovesi aiutano Guglielmo IV di Montpellier a reprimere una sommossa, ottenendo l'esclusione dei mercanti di Montpellier dalle rotte orientali
- 1144
  - 7 aprile: viene impegnato il dazio sul lino
- 1145
Il parlamento genovese stabilisce che se un genovese qualunque divenisse vassallo di un grande personaggio o di un'altra potenza, debba subito considerarsi incapace d'ogni ufficio pubblico.
- 1146
  - 24-30 settembre: Alfonso VII re di Castiglia stipula un'alleanza per conquistare Almeria assieme a Genova, alla quale sarebbe spettato 1/3 del territorio oltre a 20.000 marabottini, un fondaco, un forno e una chiesa in tutte le città che avesse conquistato da sola e l'esenzione fiscale in tutta la Castiglia. È la preparazione delle battaglie di Almeria e Tortosa
- 1147
  - Maggio: una flotta di 63 galee e 163 navi salpa dal porto di Genova, carica di uomini venuti dalla città e da tutto il Genovesato (chi si è sottratto alla leva perde i diritti fiscali degli altri cittadini), oltre che da altri centri rivieraschi.
- 1148
  - Luglio: presa Almeria i genovesi erano andati a Barcellona per ripartire adesso verso Tortosa con il conte Raimondo Berengario IV.
  - 30 dicembre la città di Tortosa è assediata e vinta, non avendo ricevuto aiuto dagli altri potentati musulmani i cittadini si sono arresi e ai genovesi toccano un terzo della città ed esenzioni fiscali in tutte le terre del conte.
- 1149
Patto fra Genova e Valenza e Dénia che frutta un fondaco e diversi privilegi ai genovesi.
- 1150
Appalto di 29 anni sui dazi di Voltaggio a privati per 2.500 lire genovesi.
- 1154
Crisi finanziaria.
- 1155
Viene apposta sulla fiancata di una delle torri di Porta Soprana la lapide cosiddetta "di Marte".
- 1173
Quello dei balestrieri è il primo corpo regolare di un libero comune.
- 1191
Elezione del primo podestà della città, Manegoldo del Tettuccio.[2][3]

## XIII secolo
- 1208
Enrico Pescatore, corsaro genovese, conquista l'isola di Creta con largo appoggio della popolazione locale.
- 1240
Guglielmo Boccanegra è console ad Aigues Mortes
- 1243
Sinibaldo Fieschi viene eletto Papa Innocenzo IV.
- 1244
  - 27 giugno I Fieschi di Genova inviano una flotta in soccorso del Papa genovese, messo in pericolo da un'imboscata che l'imperatore Federico II gli ha teso in occasione di un incontro che i due avrebbero dovuto avere a Narni, attraccando a Civitavecchia.
  - 28 giugno Innocenzo IV si imbarca a Civitavecchia e parte per la Francia.
  - 4 luglio Il Papa non regge i marosi incontrati durante il tragitto e sverna col resto della flotta a Portovenere.
  - 7 luglio A Genova il popolo saluta festoso lo sbarco di Sua Santità Papa Innocenzo IV che dimora nel convento di Sant'Andrea presso il quale soge Porta Soprana, rimanendovi per tre mesi.
- 1246
Una spedizione di 600 balestrieri genovesi si rende decisiva nella battaglia di Victoria, presso Parma. Le città della Lega Lombarda furono talmente impressionate dal coraggio e dal sacrificio dei balestrieri che il comune di Milano volle chiedere ai genovesi di poter aggiungere al proprio stemma la croce di San Giorgio, emblema del comune genovese.
- 1252
Genova, prima fra le città europee, comincia a battere il Genovino d'oro.
- 1255
La comunità genovese attraversa una fase di crisi economica.
- 1256
Giunge a Genova frate Anselmo, inquisitore papale, a causa della troppa libertà religiosa.
- 1257
Elezione del primo Capitano del Popolo, Guglielmo Boccanegra.
- 1258
Una coalizione di diverse potenze occidentali ostili al potere genovese in Medio Oriente sfocia nell'assalto al quartiere Genovese in San Giovanni d'Acri, nel corso del quale molti genovesi vengono uccisi o scacciati dall'importante base commerciale. Causa della disfatta fu anche la morte di Murialdo, figlio dell'ammiraglio della seconda flotta di Siria genovese, affiancato nel comando al padre Rosso Della Turca.
- 1261
  - 13 marzo grazie a Guglielmo Boccanegra viene firmata una convenzione con Michele VIII Paleologo, nota come trattato di Ninfeo, secondo la quale un appoggio navale genovese nel porto di Costantinopoli, avrebbe favorito la riconquista del potere da parte dell'imperatore bizantino. Fra i firmatari figura Oberto di Cogoleto.
  - 9 maggio ratifica e perfezionamento dell'accordo bizantino-genovese a Genovaloro
  - 25 luglio la flotta ligure giunge a Costantinopoli.
- 1262
  - maggio il capitanato di Guglielmo Boccanegra viene abbattuto dai nobili, durante gli scontri ne viene ucciso un fratello, Lanfranco.
  - 9 maggio Guglielmo viene salvato e fugge ad Aigues Mortes dove ha interessi economici nelle saline e dove il re Luigi IX commissionerà, a lui e a Nicola Cominelli, la costruzione di due torri di difesa, in tempi diversi.
- 1270
Guglielmo Boccanegra è amministratore di Aigues Mortes per conto del re di Francia ed organizza la partenza dell'ottava crociata contro Tunisi su una flotta interamente armata a Genova. Guglielmo Boccanegra ha saputo ben fare i suoi conti e trae grande profitto dall'alloggiamento della soldataglia di Francia, Italia, Spagna, Brabante, Germania, Castiglia e Catalogna nelle località della Camargue.
  - 3 luglio dopo alcuni ritardi nell'organizzazione della spedizione il re può salire sulla nave "Paradiso" di Pietro Doria, che fra l'altro ha interessi a Marsiglia
  - 8 luglio arrivati a Cagliari i crociati devono attendere il benestare di Pisa per svernare e curare i malati.
  - 10 luglio il re, consigliato dal fratello Carlo d'Angiò devia la crociata su Tunisi, partner commerciale dei genovesi. La flotta raggiunge le coste tunisine due giorni dopo
  - 24 luglio i balestrieri genovesi assediano e conquistano Cartagine perdendo un solo uomo.
  - 27 agosto Luigi IX è morto il 25 ed il fratello prende il suo posto al comando della spedizione ma non riesce a prendere Tunisi, i genovesi, in buoni rapporti con i tunisini, se ne stanno a Cartgine.
  - 7 settembre Franceschino da Camilla prende in comando tutti i genovesi del contingente e conviene con gli alleati di firmare un trattato di pace con il re di Tunisi per non turbare i buoni rapporti che la repubblica ha con il sovrano, il quale paga i crociati per lasciare il suo territorio.
  - 28 ottobre Luchetto Grimaldi filoangioino si impadronisce di Ventimiglia e ne fa arrestare il Podestà. Oberto Spinola ed Oberto Doria vengono nominati capitani del popolo.
  - 3 dicembre 18 navi con 4.000 uomini costrette a riparare nel porto di Trapani, il 30 novembre, a causa di unatempesta vengono depredate da Carlo d'Angiò, re di Sicilia.
Arma di Taggia viene successivamente rasa al suolo da Baliano Doria.
- 1272
Morto Luigi IX di peste il figlio Filippo III incarica Guglielmo Boccanegra di costruire una cinta di mura attorno alla città. Carlo d'Angiò fa imprigionare tutti i genovesi presenti nel suo regno.
- 1273
Viene nominato il primo podestà a Taggia, il nobile genovese Ivano Baldizzone. genova si stringe in lega con Asti e Pavia per chiudere la via del sud all'angioino e ne espelle i sudditi dai propri territori. Lanfranco Pignataro, ammiraglio della Repubblica, entra nel porto di Trapani saccheggiandola ed incendiando tutte le navi ivi presenti, si dirige su Messina e la mette a ferro e fuoco, infine porta la flotta davanti a Napoli, ove si trova Carlo, e trascina la bandiera angioina in mare di fronte al porto. Filippo di Toncy risponde presentandosi di fronte a Genova ritirandosi però allavista delle galee genovesi schierate a difesa e saccheggiando l'isola di Palmaria.
- 1276
Papa Innocenzo V costringe Carlo che in qualità di re di Sicilia è suo vassallo, di riparare riconfermando tutti i privilegi ai genovesi nel suo regno.
- 1284
  - 6 agosto dopo diverse incursioni pisane nella Riviera di Levante ed addirittura a Genova, i diarchi genovesi Oberto Spinola ed Oberto Doria, armano una flotta di 66 legni e si dirigono verso le secche della Meloria, al largo della costa toscana. La flotta pisana, comandata dal Veneziano Alberto Morosini, l'affronta con 72 unità. Dietro la punta di Montenero però, si è nascosto Benedetto Zaccaria con 30 unità fresche, determinando con la sua discesa sul campo di battaglia la vittoria genovese. Vengono tratti a Genova circa 10.000 prigionieri, fra questi Alberto Morosini[4].
- 1288
i genovesi di Caffa in Crimea accorrono in osccorso dei compatroti assediati a Tripoli di Siria
- 1291
la città cristiana di San Giovanni d'Acri cade all'assalto musulmano. L'ultima nave rimasta ad aspettare i civili in fuga ed a recuperare quelli caduti in mare è comandata da Andreolo il Pelato e si dirige verso Famagosta.
- 1294 Al largo di Laiazzo, sulla costa armena una cruenta battaglia navale si concluse con il trionfo dei genovesi sui veneziani che trassero in salvo solo tre navi del loro contingente.
- 1296
  - 15 luglio a Venezia, che promette battaglia nelle acque della rivale, viene dato appuntamento nello stretto di Sicilia (terra ampiamente praticata dai genovesi). Parte da Genova una flotta al comando di Oberto Doria, di 165 galee con 45.000 uomini. Anche lo stendardo della città viene portato sul mare, con le insegne di ottomila cittadini e gli ufficiali bardati d'oro e seta.
  - 15 agosto l'imponente flotta raggiunge il luogo stabilito. I nemici però non rispondono alla provocazione e non si presentano. Il ritorno è trionfale nonostante le spese sostenute.
- 1298
  - 8 settembre con una superiorità numerica di 10 galee la flotta veneziana, comandata da Andrea Dandolo, affronta i genovesi nello stretto di Curzola. Il comandante genovese, Lamba Doria aveva lasciato alcune unità nascoste, sbucate al momento giusto alle spalle dei veneziani che non hanno scampo, chiusi nella trappola costituita dalle coste dell'isola e quelle della penisola di Peljesac, con i genovesi davanti ed alle spalle. La vittoria è schiacciante, 7.000 veneziani uccisi compreso il Dandolo ed altrettanti catturati.

## XIV secolo
- 1306
Alcuni corsari che agiscono per conto del re d'Aragona si impadroniscono di Gallipoli, all'epoca facente parte dell'impero bizantino. Ne vengono cacciati entro un anno da una squadra navale genovese.
- 1311-12
Passaggio di Arrigo VII da Genova, morte di Margherita di Brabante, realizzazione del monumento funebre a Margherita di Brabante, per il quale viene chiamato Giovanni Pisano
- 1312
A Trebisonda il mercante genovese Megollo Lercari riceve una grave offesa da parte dei sudditi di Alessio II Comneno. Non trovando soddisfazione il patrizio genovese cattura i navigli del Comneno e, catturatone i sudditi, taglia loro naso e orecchie e li manda chiusi in salamoia dentro due barili all'imperatore.
- 1316
Alessio II concede ai genovesi una migliore postazione in Trebisonda.
- 1317-18
Si stringe l'alleanza tra i Doria e i ghibellini Visconti con il matrimonio di Valentina Doria figlia di Bernabò Doria (figlio di Branca Doria) e Stefano Visconti. Espulsione delle famiglie nobili ghibelline dal Comune. I fuorusciti fanno di Savona sulla costa e di Sassello, feudo di Bernabò Doria, nell'interno, le loro roccaforti
- 1319
Assedio ghibellino di Genova da parte dell'esercito di Marco Visconti, cui partecipano i Doria e gli Spinola fuorusciti. Arriva a Genova per la parte guelfa il re di Napoli Roberto d'Angiò.
- 1324 Bartolomeo Roveti rende Policastro Bussentino una colonia genovese.
- 1323
Conquista da parte di Alfonso d'Aragona, figlio di Giacomo II, della Sardegna, aiutato da Ugone di Arborea. I Doria devono accettare il fatto, e Branca Doria e il figlio Bernabò mandano ufficialmente delle loro milizie ad accompagnare il sovrano spagnolo.
- 1325
Su istigazione di Giacomo II d'Aragona, i Sassaresi imprigionano Branca Doria, ultraottantenne feudatario genovese del Logudoro, che viene assassinato in circostanze oscure. Poco dopo muore anche il figlio Bernabò Doria. I feudi dei Doria in Sardegna sono in difficoltà sotto il governo aragonese, primi contrasti tra Genovesi ed Aragonesi.
- 1330-1336
Si svolge la prima guerra tra Repubblica di Genova e Corona d'Aragona.
- 1331
Pacificazione e rientro in Genova delle famiglie ghibelline allontanate. Rientrano i Doria e gli Spinola
- 1338
Una flotta di quaranta galee, al comando di Aitone Doria si reca nelle Fiandre per soccorrere il re di Francia Filippo IV con un esercito reclutato a Savona, Voltri e nella Val Polcevera. I soldati, a contratto come mercenari rivendicano il proprio stipendio presso il re, ma un loro rappresentante Pietro Capurro, di Voltri, viene imprigionato. Tutti gli uomini allora tornano a Savona imprigionando un messo di Genova, Edoaro Doria ed alcuni nobili locali.
- 1339
Un colpo di Stato della fazione popolare porta al governo della Repubblica Simone Boccanegra, appoggiato dagli insorti nella questione fiamminga.
- 1340
i genovesi di Caffa ottengono che una flotta, guidata da Simone di Quarto, giunga in loro soccorso contro i turchi.
- 1341
Il marchese di Finale, Giorgio del Carretto tenta di invadere Albenga ma saputo di una spedizione genovese al comando di Giovanni De Mari si ritira e va a Genova per chiedere perdono. Qui viene imprigionato, accusato di alto tradimento e costretto a rinunciare ai diritti su Finale, Cervo e Varigotti.
- 1342
Giorgio Doria si porta, dalla sua base di Oneglia, ad Albenga e a Porto Maurizio, respinto si vede confiscare beni e terre.
Spedizioni navali restituiscono sicurezza alle rotte verso la Provenza dagli assalti dei Grimaldi di Monaco e dei loro alleati.
Egidio Boccanegra, fratello di Simone, respinge un attacco dei mori di Granada al regno di Castiglia.
Vengono rinforzate le fortificazioni di Caffa.
- 1343
I Tatari assediano Caffa ma vengono sconfitti con ingenti perdite e costretti a recarsi a Genova per chiedere perdono, ottenendolo in cambio delle spese di guerra.
Smirne viene riconquistata grazie a una lega internazionale, promossa da Papa Clemente VI e comandata da Martino Zaccaria.
- 1349
Con un'azione militare supportata dai coloni di Caffa e Simisso i genovesi riacquistano una posizione di predominanza a Trebisonda, perduta negli anni precedenti a favore di Venezia.
- 1351
Una base commerciale viene installata a Sinope, sulla costa meridionale del Mar Nero.
- 1353-1356
I Visconti di Milano conquistano Genova sotto il duca e arcivescovo Giovanni Visconti, alla sua morte succedono Matteo II Visconti, Galeazzo II Visconti e Bernabò Visconti. I rispettivi governatori che vi succedono sono: Guglielmo Pallavicino, Luchino Dal Verme, Gaspare Visconti
- 1363
Il doge Gabriele Adorno definisce, in una sua regula, l'arte della balestreria madre delle altre arti [...]. Vengono inoltre istituite gare di tiro con la balestra per invogliare i giovani a divenire bravi balestieri.
- 1373
I genovesi conquistano Famagosta, capitale dell'isola di Cipro.
- 1383
Il tumulto dei beccai del 13 marzo, segna l'inizio di un ventennio caratterizzato da forti instabilità politica e sociale.
- 1383
Per evitare d'essere annessa ai possedimenti viscontei, Genova si sottomette alla sovranità del re di Francia Carlo VI.

## XV secolo
- 1435
  - 7 agosto Assedio di Gaeta e battaglia di Ponza - nelle acque di Ponza 15 navi con 2.600 balestrieri sotto il comando di Biagio Assereto sconfiggono una flotta di 26 navi Aragonesi con 6.000 uomini a bordo. Vengono fatti prigionieri, il re della corona d'Aragona Alfonso V il Magnanimo, ed i fratelli Giovanni, re di Navarra ed Enrico, infante d'Aragona
  - 27 dicembre Rivolta di Genova contro Filippo Maria Visconti: si instaura a Genova Il governo di capitani della libertà. Viene ucciso il commissario milanese Oppizino d'Alzate e Biagio Assereto è bandito dalla Repubblica.
- 1453
  - 29 maggio cade l'ultimo baluardo di Costantinopoli. La Torre genovese di Galata, difesa strenuamente dai suoi occupanti si arrende al Sultano. Nel 1953, cinquecentesimo anniversario la Società dei conquistatori di Istanbul affiggono una lapide che riporta la scritta: "29 MAYS/(1453)/SALI SABAHI/CENEVIZLERIN/GALATA/KOLONISI/ANAHTALARINI/FATH SULTAN/MEHEMED' E/TAKDIM ETMIS/VE GALATININ/TESLIMI/I HAZIRAN CUMA/GÜNÜ TAMAM/LAN MISDIR" ovvero "Il 29 maggio (1453) mattina del martedì la colonia dei genovesi di Galata offrirono la chiave al sultano Maometto il Conquistatore e consegnarono la torre di Galata. Il patto fu concluso il primo giugno di venerdì".
- 1461
Battaglia di Genova, scontro verificatosi il 17 luglio 1461 tra le milizie sforzesche sostenute dai genovesi e l'esercito francese al comando di Renato d'Angiò.
- 1464
cade il dominio (ormai obsoleto) di Genova su Cipro.
- 1475
i turchi conquistano anche la città di Caffa in Crimea.

## XVI secolo
- Giovanni Gioacchino Da Passano, Levantese ed ambasciatore presso la corte d'Inghilterra, vince, durante una partita a scacchi giocata con re Enrico VIII, un calice, oggi custodito nella Chiesa Parrocchiale di Sant'Andrea a Levanto.
- 1504-1507
Breve vicenda del dogato popolare di Paolo da Novi (Novi Ligure, 1440/1445 - Genova, 10 luglio 1507)
- 1506
Tavola in bronzo contenente la sentenza circa la contesa dei fratelli Minucii. La tavola è rinvenuta nel greto del torrente Pernecco a Serra Riccò. La Tavola di Polcevera come sarà rinominata, viene murata nella cattedrale di San Lorenzo e definita "Bibbia dei genovesi".
- 1536
il Doge ottiene gli stessi privilegi di tutti i duchi d'Italia e del Sacro Romano Impero grazie all'imperatore Carlo V
- 1528
Andrea Doria libera Genova dai francesi e apre l'inizio della nuova fase storica della Repubblica di Genova. Si chiude la plurisecolare guerra con Savona, che viene sconfitta e demolita per un quinto
- 1529
Perin del Vaga a Genova per gli affreschi del Palazzo del Principe
- 1538
  - 27 dicembre viene decretato che il cappello del Doge sia ornato con un cerchio d'oro e che questo venga usato nelle cerimonie assieme alla spada.
- 1547
Congiura di GianLuigi Fieschi
- 1548
Congiura di Giulio Cybo contro Andrea Doria
- 1560
Muore Andrea Doria
- 1580
Giorgio Doria, ambasciatore presso l'imperatore Rodolfo II d'Asburgo ottiene per la repubblica il titolo di "Serenissima" e lo stesso titolo il sacro romano imperatore concede al doge ed al senato

## XVII secolo
- 1625
  - Fallito tentativo di Carlo Emanuele di Savoia di prendere Genova: invasione dei piemontesi nelle valli del Lemme e dello Scrivia e loro sconfitta nella vallata di San Bartolomeo di Vallecalda ai confini della Valpolcevera.
  - Viene sventata la congiura dei De Marini.[5]
- 1632
Avviata la costruzione delle Nuove Mura
- 1630
La città è colpita da una terribile pestilenza che ne decimerà la popolazione
- 1637
  - 25 marzo, la Madonna viene proclamata Regina di Genova
- 1656
Un'altra terribile epidemia di peste, non meno virulenta della precedente, sconvolge la città e l'intera regione ligure.
- 1672
A seguito della fallita congiura di Raffaele Della Torre, che si accordó col Duca di Savoia per invadere il territorio della Repubblica, scoppia una nuova guerra con il Piemonte, che si risolverà con la vittoria della Repubblica.
- 1684
Pesante bombardamento della città da parte dell'armata del Re Sole. Inizia l'egemonia francese sulla città.

## XVIII secolo
- 1743
  - 13 settembre il trattato di Worms sancisce l'annessione del Marchesato di Finale, acquistato e regolarmente detenuto dalla Repubblica di Genova, a Maria Teresa d'Austria.
- 1745
  - 1º maggio la Repubblica firma l'alleanza di Aranjuez per tutelare i propri interessi, uscendo dalla neutralità che contraddistingue la propria politica internazionale.
- 1746
  - 4 settembre gli austriaci, dopo la ritirata delle truppe alleate invadono Sampierdarena.
  - 6 settembre giunge in città il generale di origini genovesi Antoniotto Botta Adorno che si rivela spietato nei confronti della Repubblica
  - 5 dicembre la popolazione, esausta, dopo pesanti umiliazioni subite dalle truppe austro-piemontesi si ribella nella celebre rivolta detta "del Balilla", dal soprannome di un giovane, Giovan Battista Perasso che scagliando una pietra contro la soldataglia al grido di Che l'inse? diede il via alla liberazione della città.
- 1746
  - 1º maggio cade in combattimento al passo della Scoffera Pier Maria Canevari, uno degli eroi della resistenza genovese contro l'invasore teutonico insieme al Balilla.[6]
- 1748
  - 18 ottobre ad Aquisgrana viene firmata la pace fra Austro-piemontesi e Genova che restituisce il Marchesato del Finale alla Repubblica.
- 1751
Fondazione dell'Accademia Ligustica
- 1768
Vendita della Corsica alla Francia da parte della Repubblica di Genova
- 1777
  - 3 novembre Un incendio distrugge palazzo Ducale di Genova, che viene poco dopo ricostruito su progetto dell'architetto Simone Cantoni.
- 1797
  - 14 giugno Sommossa giacobina, fine della Repubblica di Genova, nascita della Repubblica Ligure
  - 4 Settembre Sommossa reazionaria dei contadini della Val Bisagno e della Val Fontanabuona. (Sedata)

## XIX secolo
- 1800
Assedio di Genova; il generale Massena assediato dalle forze della coalizione
- 1805
Nasce a Genova in via Lomellini Giuseppe Mazzini
- 1810
  - 13 settembre Soppressione delle chiese e conventi regolari ancora esistenti
- 1814
  - 20 aprile Gli eserciti alleati nella coalizione antinapoleonica entrano in Genova dopo averla assediata.
- 1814-15
Il Congresso di Vienna annette Genova al Regno di Sardegna
- 1821
Primi moti carbonari in Genova
- 1825
Primi ampliamenti viari in Genova: si allargano le strade di accesso a Levante e Ponente (presso il palazzo del Principe e presso la chiesa della Consolazione), su progetti di Carlo Barabino
- 1828
Inaugurazione del Teatro Carlo Felice
- 1831
Primo arresto del carbonaro Mazzini
- 1832
Primi provvedimenti di Carlo Alberto a favore dei traffici genovesi: abbattimento di alcune tariffe e stabilimento di rapporti commerciali con i paesi esteri
- 1832
I savoiardi Ballaydier aprono la loro fonderia in ghisa a Sampierdarena
- 1832
  - 28 aprile Inaugurazione del Palazzo dell'Accademia ligustica di belle arti
- 1833
Primo moto mazziniano
- 1834
Giuseppe Garibaldi in un mancato moto mazziniano, trovatosi solo in piazza Sarzano, sfugge dalla condanna a "morte ignominiosa" dopo essere stato nascosto dalle popolane Natalina Pozzo, Caterina Boscovich, Teresa Cassamilia.
- 1835
Prima grande epidemia di Colera in Genova; di questa malattia il 17 settembre 1835 muore l'architetto Carlo Barabino. Nello stesso anni si inizia l'apertura della carrettiera Carlo Alberto (attuali vie Gramsci e San Lorenzo)
- 1839
Nasce il giornale genovese "Il Corriere Mercantile"
- 1840
Si edifica la nuova via San Vincenzo (via Colombo) con la piazza Colombo; tra i costruttori Pietro Gambaro
- 1846
Taylor e Prandi fondano lo stabilimento “Meccanico” (poi divenuto Ansaldo dal 1852). Congresso della Scienza in Genova.
- 1848
Costituzione della Guardia Civica in Genova.
- 1849
Sanguinosa repressione dei popolani genovesi da parte dei bersaglieri di Lamarmora che sparano ad altezza d'uomo sulla folla.
- 1853
Si inizia a costruire i nuovi quartieri a monte della città: si costruiscono i palazzi di via Assarotti; nello stesso anno si termina la ferrovia Genova-Torino
- 1854
Nuova epidemia di colera.
- 1856
Si realizza la ferrovia Genova-Voltri
- 1857
  - 29 giugno Tentativo di moto mazziniano che accompagnava la partenza della spedizione di Carlo Pisacane. Vengono arrestati molti dirigenti del movimento e delle associazioni operaie mazziniane in Genova, mentre altri riescono a fuggire, alcuni si ritrovano a Locarno. Tra gli inquisiti oltre a Mazzini, sono Savi, Antonio Mosto, Luigi Stallo e Jessie White.
- 1858
in conseguenza del mancato moto dell'anno precedente viene assassinato a Locarno Casimiro Parodi, il mazziniano probabilmente legato alla Massoneria e informatore della polizia nel processo sui fatti dell'anno precedente.
- 1859
  - 12 maggio Arrivo di Napoleone III a Genova per partecipare alla seconda guerra di indipendenza. Contemporaneamente, nello stesso giorno, muore Giovanni Ansaldo, fondatore dell'Ansaldo
- 1863
  - 7 luglio Approvazione comunale del piano Resasco per l'espansione a monte della città (attuale Circonvallazione a Monte)
- 1865
Aperto il primo tronco di Circonvallazione a Monte (da San Bartolomeo a Castelletto)
- 1869-70
Prime manifestazioni e scioperi operai in Sampierdarena (corderia La Torre, Ansaldo).
- 1870
Malcontenti repubblicano-mazziniani, arresto di Luigi Stallo e del suo gruppo nella zona del Monte Fasce. Dimostrazioni al suo processo, morte del manifestante Anselimi, colpito nella zona di Portoria dalle forze dell'ordine.
- 1873
Al Comune di Genova vengono annessi quelli minori di Foce, Staglieno, Marassi, Albaro, San Fruttuoso.
- 1874
Donazione di palazzo Rosso al Comune di Genova da parte della Duchessa di Galliera
- 1874
Donazione da parte del Duca di Galliera per realizzare il molo Nuovo, che partendo dalla Lanterna protegge tutta l'insenatura del porto antico, inclusa la parte di San Teodoro, dalle mareggiate.
- 1876
Malcontenti repubblicano-mazziniani, in vico del Fico, in un deposito di armi clandestino, esplodono accidentalmente 200 bombe all'Orsini.
- 1886
Nasce il giornale Il Secolo XIX
- 1888
Ultimazione dell'ampliamento del porto di Genova (con i moli dal Porto antico sino alla Lanterna)
- 1892
Celebrazione dell'anniversario Colombiano. Vengono demolite le Fronti Basse delle Mura di Genova
- 1893
  - 7 settembre nasce il Genoa Cricket and Football Club, prima società di calcio in Italia della quale si ha documentazione ufficiale.
- 1894
Viene ultimata la Criconvallazione a mare (attuali corso Saffi e corso Quadrio). Si costruisce il nuovo manicomio a Quarto dei Mille, che sostituisce il vecchio degli Orti di Abrara (via Galata, attuale via Cesarea). Processo agli anarchici di Sampierdarena e della città vecchia; tra gli arrestati Luca Galleani; coinvolto e imprigionato tra gli altri anche il pittore Plinio Nomellini, presente a Genova in quel periodo. Una grossa crisi bancaria mette in dubbio la prosecuzione dei lavori per la costruzione di via XX Settembre.

## XX secolo
- 1900
Storico sciopero dei portuali di Genova, durato 4 giorni
- 1903
7 giugno: Nasce "Il Lavoro", giornale quotidiano genovese, di impostazione socialista
- 1904
Viene portata a termine la demolizione dell'antico quartiere di Sant'Andrea e del colle omonimo
- 1914
Genova ospita l'Esposizione Internazionale Igiene, Marine e Colonie
- 1921
Acuirsi delle attività delle squadre fasciste. Espugnata a luglio la Camera del Lavoro di Sestri Ponente, tenuta da Comunisti e Anarchici e difesa dagli Arditi del Popolo. Arresto del gruppo anarcosindacalista del centro, diretto da Gino Piastra. Posa della prima pietra della ferrovia Genova Casella.
- 1922
Ultimi scioperi in Genova contro l'avvento del Fascismo. Scontri a luglio tra fascisti contro comunisti, anarchici e in parte socialisti nel centro cittadino e a Sestri Ponente
- 1926
Nasce la Grande Genova, voluta dal fascismo
- 1935
Demolizione dei quartieri storici di Ponticello e Morcento, realizzazione dei grattacieli di piazza Dante
- 1938
maggio, mastodontica scenografia in piazza della Vittoria per la visita di Mussolini
- 1941-45
Periodo di guerra, la città subisce i più pesanti bombardamenti aereo-navali, con notevoli distruzioni.
  - 14 giugno 1940 appena 4 giorni dopo che l'Italia dichiarò guerra a Francia e Gran Bretagna, una flotta francese attaccò i centri industriali di Genova e Savona.
  - 9 febbraio 1941 Una flotta inglese compì il secondo e ultimo bombardamento navale ai danni del capoluogo ligure, negli anni successivi fu un susseguirsi di piccoli e grandi bombardamenti esclusivamente aerei.
- 1945
  - 25 aprile Insurrezione di Genova contro le truppe di occupazione tedesche. La città verrà liberata nella stessa giornata. Diviene sindaco di Genova Vannuccio Faralli (1945-46).
- 1946
  - 12 agosto nasce l'Unione Calcio Sampdoria dalla fusione tra Sampierdarenese e Andrea Doria.
- 1947
  - 1º agosto, Genova è insignita della Medaglia d'Oro al Valor Militare.
- 1960
  - 25 - 30 giugno, si susseguono in città manifestazioni e comizi organizzati dalle forze progressiste contro il governo Tambroni. L'intervento della polizia su un corteo antifascista provoca il ferimento di 83 partecipanti. Il 19 luglio Tambroni è costretto a dimettersi.
- 1964
Demolito lo storico quartiere di Piccapietra-Portoria
- 1965
Inaugurazione della strada sopraelevata che collega i quartieri di Sampierdarena e Foce
- 1973
Portata a termine la demolizione dello storico quartiere di Via Madre di Dio, ove sorgeva la casa natia di Niccolò Paganini
- 1974
La prima azione delle Brigate Rosse condotta contro un esponente dello Stato, il rapimento del sostituto procuratore Mario Sossi,
- 1978
Ultimato il nuovo Palazzo di Giustizia sul sito dell'Ospedale di Pammatone in Portoria; si trasferisce qui il Tribunale dalla vecchia sede del Palazzo Ducale
- 1980
Eliminazione della colonna genovese delle Brigate Rosse ad opera di un distaccamento speciale agli ordini di Carlo Alberto dalla Chiesa
- 1982
Inizia la costruzione dei "quartieri sulla collina" cominciando dai rilievi di Begato. Inizia la costruzione della metropolitana, che procede a rilento per molti anni
- 1984-86
Modifiche urbanistico-architettoniche nel centro della città: demolizione della vecchia corte Lambruschini e realizzazione dei grattacieli detti sempre Corte Lambruschini, su progetto di Gambacciani
- 1989
Viene avviata la costruzione del nuovo centro direzionale di San Benigno
- 1990
Il 13 giugno viene inaugurata la prima tratta della Metropolitana di Genova, che collega le stazioni di Brin-Certosa e Dinegro. La città ospita quattro partite dei Mondiali di calcio Italia 1990 nello stadio Stadio Luigi Ferraris, appositamente ricostruito negli anni precedenti su progetto di Gregotti
- 1992
Celebrazione delle Colombiane per il quarto centenario dalla scoperta dell'America, realizzazione dell'expò su progetto di Renzo Piano. Ricostruito su progetto di Aldo Rossi il teatro Carlo Felice, rimasto in disuso dai bombardamenti della guerra. Il Palazzo Ducale viene ristrutturato (progettista architetto Spalla) a spazio di cultura aperto alla città

## XXI secolo
- 2001
  - 19-21 luglio Genova ospita il vertice del G8, e diventa teatro di scontri in cui perde la vita il manifestante Carlo Giuliani.
- 2004
Genova è capitale europea della cultura.
- 2018
  - 14 agosto Genova, il crollo del viadotto Polcevera dell'autostrada A10, conosciuto come "Ponte Morandi", causa la morte di 43 persone. Quanto restava del viadotto crollato è stato completamente demolito il 28 giugno 2019.
- 2020
  - 3 agosto Genova, inaugurazione del nuovo viadotto autostradale, denominato Genova San Giorgio, che sostituisce il "Ponte Morandi".